# Macrosiphum pteridis
Macrosiphum pteridis är en insektsart som beskrevs av Wilson 1915. Macrosiphum pteridis ingår i släktet Macrosiphum och familjen långrörsbladlöss. Inga underarter finns listade i Catalogue of Life.